# Тефтели
Те́фте́ли — мясное или рыбное блюдо русской кухни, горячая закуска или второе. Представляют собой шарики размером от грецкого ореха до небольшого яблока из мясной или рыбной котлетной массы либо рубленой массы, смешанной с припущенным рисом. По сведениям В. В. Похлёбкина, слово «тефтели» имеет родство с кюфтой, а блюдо позаимствовано у тюркских народов через балканскую и австрийскую кухни. Блюдо «тефтели» встречается также в белорусской и украинской кухнях.
В фарш для тефтелей обычно добавляют мелко нарезанный и слегка припущенный или пассерованный репчатый или зелёный лук, иногда измельчённые овощи. Крупяная или овощная добавки придают фаршу рыхлости, и тефтели готовятся быстрее. Сформированные тефтели весом 20—30 г или 30—50 г от трёх до пяти штук на порцию перед обжаркой панируют в муке, обжаривают в жире, заливают красным, томатным или сметанным соусом и тушат до готовности. Тефтели подают в том же соусе с рубленой зеленью и тушёными овощами, рассыпчатыми кашами (отварным рисом, гречневой, пшеничной кашей), жареным картофелем, картофельным пюре или отварными макаронными изделиями в качестве гарнира. В закусочном варианте тефтели меньшей порцией подают без гарнира.